# Gabriel Du Bois-Hus
Pour les articles homonymes, voir Dubois (patronyme) et Hus.
Gabriel Du Bois-Hus, né en 1599 et mort en 1652, est un poète breton.  
Les œuvres de ce poète ne sont éditées que partiellement dans les éditions modernes. En 1965, un recueil de plusieurs œuvres est publié en Italie : La nuict des nuicts, le jour des jours, le miroir de destin. Une œuvre longue, le Prince illustre, édité en 1645 n'a pas fait l'objet d'une réédition.